# Ange Postecoglou
Angelos Postecoglou, detto Ange (in greco Άγγελος Ποστέκογλου?; AFI: [ˈændʒ ˌpɒstəˈkɒɡlu]; Atene, 27 agosto 1965), è un allenatore di calcio ed ex calciatore greco naturalizzato australiano.

## Biografia
Nasce ad Atene da Dimitris "Jim" Postecoglou, che emigra in Australia nel 1970 dopo aver perso il lavoro, a seguito della salita al potere dei colonnelli con il colpo di stato di tre anni prima.

## Carriera

### Giocatore
Cresce a Melbourne, dove si avvicina al calcio da bambino. All'età di nove anni entra nel settore giovanile del South Melbourne, di cui diverrà anni dopo una bandiera, disputando 193 partite in prima squadra dal 1984 al 1993.
Conta 4 presenze con la nazionale australiana, ottenute nel 1986.

### Allenatore

#### Gli inizi
Nel 1996 inizia ad allenare, assumendo la guida del South Melbourne, che manterrà sino al 2000.
Dal 2000 al 2007 guida le nazionali giovanili australiane. Dal marzo al dicembre 2008 è alla guida del Panachaiki, nella terza divisione greca. Per la maggior parte della seconda stagione mantiene la squadra al terzo posto, ma contrasti con la dirigenza portano all'esonero.
Segue un triennio (2009-2012) al Brisbane Roar, che Postecoglou conduce alla vittoria del primo titolo nel 2010-2011. Dall'aprile 2012 è alla guida del Melbourne Victory, con cui firma un contratto triennale. Ottiene l'ottavo posto nel 2011-2012, il terzo nel 2012-2013 (con eliminazione nella fase finale contro il C.C. Mariners) e lascia la squadra dopo tre giornate della stagione 2013-2014 per assumere la guida della nazionale dell'Australia.

#### Nazionale australiana
Nominato CT dell'Australia il 23 ottobre 2013 con contratto quinquennale, vince all'esordio contro la Costa Rica grazie ad un gol di Tim Cahill. Partecipa al campionato del mondo del 2014 ed esce al primo turno, ma trionfa in Coppa d'Asia 2015. Ottiene poi la qualificazione al campionato del mondo 2018. Nonostante i risultati positivi, a sorpresa, il 22 novembre 2017, rassegna le proprie dimissioni da commissario tecnico nelle mani della federazione australiana.

#### Yokohama F. Marinos
Il 19 dicembre 2017 assume la guida dello Yokohama Marinos, squadra giapponese. Nella finale di Coppa dell'Imperatore, prima partita da allenatore dei Marinos, il 1º gennaio 2018, perde contro il Cerezo Osaka per 2-1. Malgrado le difficoltà iniziali (zona retrocessione della classifica), la compagine di Yokohama riesce a ottenere il 12º posto. Rimarrà fino al 2021 per firmare con il Celtic Football Club.

#### Celtic
Il 10 giugno 2021 diventa il nuovo tecnico del Celtic. Con il club di Glasgow alla prima stagione vince il campionato e la coppa di lega; la stagione seguente, con la vittoria di campionato, coppa nazionale e coppa di lega, ottiene il treble, l'ottavo per la società biancoverde.

#### Tottenham
Il 6 giugno 2023 la società scozzese comunica che Postecoglou avrebbe lasciato il club al termine della stagione per diventare il nuovo allenatore del Tottenham, con cui l'allenatore firma un contratto quadriennale. Nonostante un ottimo avvio di stagione (13 punti in cinque giornate), il club londinese conclude quinto in Premier League, mancando la qualificazione alla UEFA Champions League per soli due punti.
Nella stagione successiva, a fronte di un rendimento in campionato molto al di sotto delle aspettative (17º), Postecoglou guida gli Spurs alla vittoria dell'Europa League, battendo in finale il Manchester Utd per 1-0. Nonostante il successo, il 6 giugno 2025 l'allenatore viene ufficialmente esonerato dal club londinese.

## Statistiche

### Calciatore

#### Cronologia presenze e reti in nazionale
| Cronologia completa delle presenze e delle reti in nazionale ― Australia | Cronologia completa delle presenze e delle reti in nazionale ― Australia | Cronologia completa delle presenze e delle reti in nazionale ― Australia | Cronologia completa delle presenze e delle reti in nazionale ― Australia | Cronologia completa delle presenze e delle reti in nazionale ― Australia | Cronologia completa delle presenze e delle reti in nazionale ― Australia | Cronologia completa delle presenze e delle reti in nazionale ― Australia | Cronologia completa delle presenze e delle reti in nazionale ― Australia |
| Data                                                                     | Città                                                                    | In casa                                                                  | Risultato                                                                | Ospiti                                                                   | Competizione                                                             | Reti                                                                     | Note                                                                     |
| ------------------------------------------------------------------------ | ------------------------------------------------------------------------ | ------------------------------------------------------------------------ | ------------------------------------------------------------------------ | ------------------------------------------------------------------------ | ------------------------------------------------------------------------ | ------------------------------------------------------------------------ | ------------------------------------------------------------------------ |
| 3-8-1986                                                                 | Melbourne                                                                | Australia                                                                | 3 – 2                                                                    | Cecoslovacchia                                                           | Amichevole                                                               | -                                                                        | Ingresso                                                                 |
| 10-8-1986                                                                | Città di Parramatta                                                      | Australia                                                                | 0 – 3                                                                    | Cecoslovacchia                                                           | Amichevole                                                               | -                                                                        | 46’                                                                      |
| 12-10-1986                                                               | Dunedin                                                                  | Nuova Zelanda                                                            | 1 – 2                                                                    | Australia                                                                | Amichevole                                                               | -                                                                        | 71’                                                                      |
| 16-10-1986                                                               | Bendigo                                                                  | Australia                                                                | 2 – 0                                                                    | Nuova Zelanda                                                            | Amichevole                                                               | -                                                                        | 75’                                                                      |
| Totale                                                                   |                                                                          | Presenze                                                                 | 4                                                                        |                                                                          | Reti                                                                     | 0                                                                        |                                                                          |

### Statistiche da allenatore

#### Club
Statistiche aggiornate al 25 maggio 2025. In grassetto le competizioni vinte.
| Stagione                 | Squadra                  | Campionato               | Campionato | Campionato | Campionato | Campionato | Coppe nazionali | Coppe nazionali | Coppe nazionali | Coppe nazionali | Coppe nazionali | Coppe continentali | Coppe continentali | Coppe continentali | Coppe continentali | Coppe continentali | Altre coppe | Altre coppe | Altre coppe | Altre coppe | Altre coppe | Totale | Totale | Totale | Totale | % Vittorie | Piazzamento      |
| Stagione                 | Squadra                  | Comp                     | G          | V          | N          | P          | Comp            | G               | V               | N               | P               | Comp               | G                  | V                  | N                  | P                  | Comp        | G           | V           | N           | P           | G      | V      | N      | P      | %          | Piazzamento      |
| ------------------------ | ------------------------ | ------------------------ | ---------- | ---------- | ---------- | ---------- | --------------- | --------------- | --------------- | --------------- | --------------- | ------------------ | ------------------ | ------------------ | ------------------ | ------------------ | ----------- | ----------- | ----------- | ----------- | ----------- | ------ | ------ | ------ | ------ | ---------- | ---------------- |
| 1995-1996                | South Melbourne          | NSL                      | 17         | 9          | 2          | 6          | NSLC+DC         | 5+0             | 4+0             | 0+0             | 1+0             | -                  | -                  | -                  | -                  | -                  | -           | -           | -           | -           | -           | 22     | 13     | 2      | 7      | 59,09      | Sub. 8º          |
| 1996-1997                | South Melbourne          | NSL                      | 26+4       | 14+3       | 4+0        | 8+1        | NSLC+DC         | 4+3             | 2+2             | 0+0             | 2+1             | -                  | -                  | -                  | -                  | -                  | -           | -           | -           | -           | -           | 37     | 21     | 4      | 12     | 56,76      | 3º               |
| 1997-1998                | South Melbourne          | NSL                      | 26+3       | 13+3       | 9+0        | 4+0        | -               | -               | -               | -               | -               | -                  | -                  | -                  | -                  | -                  | -           | -           | -           | -           | -           | 29     | 16     | 9      | 4      | 55,17      | 1º               |
| 1998-1999                | South Melbourne          | NSL                      | 28+3       | 18+2       | 4+1        | 6+0        | -               | -               | -               | -               | -               | -                  | -                  | -                  | -                  | -                  | -           | -           | -           | -           | -           | 31     | 20     | 5      | 6      | 64,52      | 2º               |
| 1999-2000                | South Melbourne          | NSL                      | 34         | 14         | 7          | 13         | -               | -               | -               | -               | -               | OCC                | 4                  | 4                  | 0                  | 0                  | Cmc         | 3           | 0           | 0           | 3           | 41     | 18     | 7      | 16     | 43,90      | 10º              |
| Totale South Melbourne   | Totale South Melbourne   | Totale South Melbourne   | 141        | 76         | 27         | 38         |                 | 12              | 8               | 0               | 4               |                    | 4                  | 4                  | 0                  | 0                  |             | 3           | 0           | 0           | 3           | 160    | 88     | 27     | 45     | 55,00      |                  |
| mar.-giu. 2008           | Panachaiki               | GE                       | 16         | 7          | 4          | 5          | KE              | -               | -               | -               | -               | -                  | -                  | -                  | -                  | -                  | -           | -           | -           | -           | -           | 16     | 7      | 4      | 5      | 43,75      | Sub. 5º          |
| set.-dic. 2008           | Panachaiki               | GE                       | 16         | 9          | 5          | 2          | KE              | 2               | 1               | 0               | 1               | -                  | -                  | -                  | -                  | -                  | -           | -           | -           | -           | -           | 18     | 10     | 5      | 3      | 55,56      | Eson.            |
| Totale Panachaiki        | Totale Panachaiki        | Totale Panachaiki        | 32         | 16         | 9          | 7          |                 | 2               | 1               | 0               | 1               |                    | -                  | -                  | -                  | -                  |             | -           | -           | -           | -           | 34     | 17     | 9      | 8      | 50,00      |                  |
| 2009                     | Whittlesea Zebras        | VPL                      | 16         | 2          | 4          | 10         | -               | -               | -               | -               | -               | -                  | -                  | -                  | -                  | -                  | -           | -           | -           | -           | -           | 16     | 2      | 4      | 10     | 12,50      | Sub. 11º (retr.) |
| ott. 2009-2010           | Brisbane Roar            | A-L                      | 17         | 6          | 3          | 8          | -               | -               | -               | -               | -               | -                  | -                  | -                  | -                  | -                  | -           | -           | -           | -           | -           | 17     | 6      | 3      | 8      | 35,29      | Sub. 9º          |
| 2010-2011                | Brisbane Roar            | A-L                      | 30+3       | 18+1       | 11+2       | 1+0        | -               | -               | -               | -               | -               | -                  | -                  | -                  | -                  | -                  | -           | -           | -           | -           | -           | 33     | 19     | 13     | 1      | 57,58      | 1º               |
| 2011-apr. 2012           | Brisbane Roar            | A-L                      | 27+3       | 14+3       | 7+0        | 6+0        | -               | -               | -               | -               | -               | ACL                | 4                  | 0                  | 2                  | 2                  | -           | -           | -           | -           | -           | 34     | 17     | 9      | 8      | 50,00      | 1º               |
| Totale Brisbane Roar     | Totale Brisbane Roar     | Totale Brisbane Roar     | 80         | 42         | 23         | 15         |                 | -               | -               | -               | -               |                    | 4                  | 0                  | 2                  | 2                  |             | -           | -           | -           | -           | 84     | 42     | 25     | 17     | 50,00      |                  |
| 2012-2013                | Melbourne Victory        | A-L                      | 27+2       | 13+1       | 5+0        | 9+1        | -               | -               | -               | -               | -               | -                  | -                  | -                  | -                  | -                  | -           | -           | -           | -           | -           | 29     | 14     | 5      | 10     | 48,28      | 3º               |
| ott. 2013                | Melbourne Victory        | A-L                      | 3          | 1          | 2          | 0          | -               | -               | -               | -               | -               | -                  | -                  | -                  | -                  | -                  | -           | -           | -           | -           | -           | 3      | 1      | 2      | 0      | 33,33      | Resc. cons.      |
| Totale Melbourne Victory | Totale Melbourne Victory | Totale Melbourne Victory | 32         | 15         | 7          | 10         |                 | -               | -               | -               | -               |                    | -                  | -                  | -                  | -                  |             | -           | -           | -           | -           | 32     | 15     | 7      | 10     | 46,88      |                  |
| 2018                     | Yokohama Marinos         | J1                       | 34         | 12         | 5          | 17         | CI+CdL          | 3+13            | 2+7             | 0+4             | 1+2             | -                  | -                  | -                  | -                  | -                  | -           | -           | -           | -           | -           | 50     | 21     | 9      | 20     | 42,00      | 12º              |
| 2019                     | Yokohama Marinos         | J1                       | 34         | 22         | 4          | 8          | CI+CdL          | 3+6             | 2+2             | 0+2             | 1+2             | -                  | -                  | -                  | -                  | -                  | -           | -           | -           | -           | -           | 43     | 26     | 6      | 11     | 60,47      | 1º               |
| 2020                     | Yokohama Marinos         | J1                       | 34         | 14         | 5          | 15         | CdL             | 2               | 0               | 1               | 1               | ACL                | 7                  | 4                  | 1                  | 2                  | SG          | 1           | 0           | 1           | 0           | 44     | 18     | 8      | 18     | 40,91      | 9º               |
| gen.-giu. 2021           | Yokohama Marinos         | J1                       | 16         | 10         | 4          | 2          | CI+CdL          | 1+7             | 0+4             | 1+3             | 0               | -                  | -                  | -                  | -                  | -                  | -           | -           | -           | -           | -           | 24     | 14     | 8      | 2      | 58,33      | 2º, Resc. cons.  |
| Totale Yokohama Marinos  | Totale Yokohama Marinos  | Totale Yokohama Marinos  | 118        | 58         | 18         | 42         |                 | 35              | 17              | 11              | 7               |                    | 7                  | 4                  | 1                  | 2                  |             | 1           | 0           | 1           | 0           | 161    | 79     | 31     | 51     | 49,07      |                  |
| 2021-2022                | Celtic                   | SP                       | 38         | 29         | 6          | 3          | SC+CdL          | 4+4             | 3+4             | 0+0             | 1+0             | UCL+UEL+UECL       | 2+10+2             | 0+6+0              | 1+0+0              | 1+4+2              | -           | -           | -           | -           | -           | 60     | 42     | 7      | 11     | 70,00      | 1º               |
| 2022-2023                | Celtic                   | SP                       | 38         | 32         | 3          | 3          | SC+CdL          | 5+4             | 5+4             | 0+0             | 0+0             | UCL                | 6                  | 0                  | 2                  | 4                  | -           | -           | -           | -           | -           | 53     | 41     | 5      | 7      | 77,36      | 1º               |
| Totale Celtic            | Totale Celtic            | Totale Celtic            | 76         | 61         | 9          | 6          |                 | 17              | 16              | 0               | 1               |                    | 20                 | 6                  | 3                  | 11                 |             | -           | -           | -           | -           | 113    | 83     | 12     | 18     | 73,45      |                  |
| 2023-2024                | Tottenham                | PL                       | 38         | 20         | 6          | 12         | FACup+CdL       | 2+1             | 1+0             | 0+1             | 1+0             | -                  | -                  | -                  | -                  | -                  | -           | -           | -           | -           | -           | 41     | 21     | 7      | 13     | 51,22      | 5º               |
| 2024-2025                | Tottenham                | PL                       | 38         | 11         | 5          | 22         | FACup+CdL       | 2+5             | 1+4             | 0+0             | 1+1             | UEL                | 15                 | 10                 | 3                  | 2                  | -           | -           | -           | -           | -           | 60     | 26     | 8      | 26     | 43,33      | 17º              |
| Totale Tottenham         | Totale Tottenham         | Totale Tottenham         | 76         | 31         | 11         | 34         |                 | 10              | 6               | 1               | 3               |                    | 15                 | 10                 | 3                  | 2                  |             | -           | -           | -           | -           | 101    | 47     | 15     | 39     | 46,53      |                  |
| Totale carriera          | Totale carriera          | Totale carriera          | 571        | 301        | 108        | 162        |                 | 76              | 48              | 12              | 16              |                    | 50                 | 24                 | 9                  | 17                 |             | 4           | 0           | 1           | 3           | 701    | 373    | 130    | 198    | 53,21      |                  |

#### Nazionale
| Squadra   | Naz                  | dal             | al               | Record | Record | Record | Record | Record | Record | Record | Record     |
| Squadra   | Naz                  | dal             | al               | G      | V      | N      | P      | GF     | GS     | DR     | % Vittorie |
| --------- | -------------------- | --------------- | ---------------- | ------ | ------ | ------ | ------ | ------ | ------ | ------ | ---------- |
| Australia | Australia (bandiera) | 23 ottobre 2013 | 22 novembre 2017 | 49     | 22     | 12     | 15     | 86     | 58     | +28    | 44,90      |

#### Nazionale australiana nel dettaglio
| giu.-lug. 2014   | Australia        | Mondiale 2014                | Fase a Gironi (4º nel Gruppo B)              | 3  | 0  | 0  | 3  | &0,00 | 3  | 9  | -6  |
| gen.-feb. 2015   | Australia        | Coppa d'Asia 2015            | Vincitore                                    | 6  | 5  | 0  | 1  | 83,33 | 14 | 3  | +11 |
| 2015             | Australia        | Qualificazioni Mondiali 2018 | Vince lo spareggio CONCACAF-AFC, qualificato | 6  | 5  | 0  | 1  | 83,33 | 17 | 3  | +14 |
| 2016             | Australia        | Qualificazioni Mondiali 2018 | Vince lo spareggio CONCACAF-AFC, qualificato | 10 | 6  | 4  | 0  | 60,00 | 26 | 9  | +17 |
| 2017             | Australia        | Qualificazioni Mondiali 2018 | Vince lo spareggio CONCACAF-AFC, qualificato | 6  | 3  | 2  | 1  | 50,00 | 8  | 6  | +2  |
| giu.-lug. 2017   | Australia        | Confederations Cup 2017      | Fase a Gironi (3º nel Gruppo B)              | 3  | 0  | 2  | 1  | &0,00 | 4  | 5  | -1  |
| Dal 2013 al 2017 | Australia        | Amichevoli                   |                                              | 15 | 3  | 4  | 8  | 20,00 | 14 | 23 | -9  |
| Totale Australia | Totale Australia | Totale Australia             | Totale Australia                             | 49 | 22 | 12 | 15 | 44,90 | 86 | 58 | +28 |

#### Panchine da commissario tecnico della nazionale australiana
| Cronologia completa delle presenze e delle reti in nazionale ― Australia | Cronologia completa delle presenze e delle reti in nazionale ― Australia | Cronologia completa delle presenze e delle reti in nazionale ― Australia | Cronologia completa delle presenze e delle reti in nazionale ― Australia | Cronologia completa delle presenze e delle reti in nazionale ― Australia | Cronologia completa delle presenze e delle reti in nazionale ― Australia | Cronologia completa delle presenze e delle reti in nazionale ― Australia                      | Cronologia completa delle presenze e delle reti in nazionale ― Australia |
| Data                                                                     | Città                                                                    | In casa                                                                  | Risultato                                                                | Ospiti                                                                   | Competizione                                                             | Reti                                                                                          | Note                                                                     |
| ------------------------------------------------------------------------ | ------------------------------------------------------------------------ | ------------------------------------------------------------------------ | ------------------------------------------------------------------------ | ------------------------------------------------------------------------ | ------------------------------------------------------------------------ | --------------------------------------------------------------------------------------------- | ------------------------------------------------------------------------ |
| 19-11-2013                                                               | Sydney                                                                   | Australia                                                                | 1 – 0                                                                    | Costa Rica                                                               | Amichevole                                                               | Tim Cahill                                                                                    |                                                                          |
| 5-3-2014                                                                 | Londra                                                                   | Australia                                                                | 3 – 4                                                                    | Ecuador                                                                  | Amichevole                                                               | 2 Tim Cahill Mile Jedinak (rig.)                                                              | Cap: M.Jedinak                                                           |
| 26-5-2014                                                                | Sydney                                                                   | Australia                                                                | 1 – 1                                                                    | Sudafrica                                                                | Amichevole                                                               | Tim Cahill                                                                                    | Cap: T.Cahill                                                            |
| 7-6-2014                                                                 | Salvador de Bahia                                                        | Australia                                                                | 0 – 1                                                                    | Croazia                                                                  | Amichevole                                                               | -                                                                                             | Cap: M.Jedinak                                                           |
| 14-6-2014                                                                | Cuiabá                                                                   | Cile                                                                     | 3 – 1                                                                    | Australia                                                                | Mondiali 2014 - 1°turno                                                  | Tim Cahill                                                                                    | Cap: M.Jedinak                                                           |
| 18-6-2014                                                                | Porto Alegre                                                             | Australia                                                                | 2 – 3                                                                    | Paesi Bassi                                                              | Mondiali 2014 - 1°turno                                                  | Tim Cahill Mile Jedinak (rig.)                                                                | Cap: M.Jedinak                                                           |
| 23-6-2014                                                                | Curitiba                                                                 | Australia                                                                | 0 – 3                                                                    | Spagna                                                                   | Mondiali 2014 - 1°turno                                                  | -                                                                                             | Cap: M.Jedinak                                                           |
| 4-9-2014                                                                 | Liegi                                                                    | Belgio                                                                   | 2 – 0                                                                    | Australia                                                                | Amichevole                                                               | -                                                                                             | Cap: M.Jedinak                                                           |
| 8-9-2014                                                                 | Londra                                                                   | Arabia Saudita                                                           | 2 – 3                                                                    | Australia                                                                | Amichevole                                                               | Tim Cahill Mile Jedinak Bailey Wright                                                         | Cap: M.Jedinak                                                           |
| 10-10-2014                                                               | Abu Dhabi                                                                | Emirati Arabi Uniti                                                      | 0 – 0                                                                    | Australia                                                                | Amichevole                                                               | -                                                                                             | Cap: M.Jedinak                                                           |
| 14-10-2014                                                               | Doha                                                                     | Qatar                                                                    | 1 – 0                                                                    | Australia                                                                | Amichevole                                                               | -                                                                                             | Cap: M.Jedinak                                                           |
| 18-11-2014                                                               | Osaka                                                                    | Giappone                                                                 | 2 – 1                                                                    | Australia                                                                | Amichevole                                                               | Tim Cahill                                                                                    | Cap: M.Jedinak                                                           |
| 9-1-2015                                                                 | Melbourne                                                                | Australia                                                                | 4 – 1                                                                    | Kuwait                                                                   | Coppa d'Asia 2015 - 1°turno                                              | Tim Cahill Massimo Luongo Mile Jedinak (rig.) James Troisi                                    | Cap: M.Jedinak                                                           |
| 13-1-2015                                                                | Adelaide                                                                 | Oman                                                                     | 0 – 4                                                                    | Australia                                                                | Coppa d'Asia 2015 - 1°turno                                              | Matt McKay Robbie Kruse Mark Milligan (rig.) Tomi Juric                                       | Cap: T.Cahill                                                            |
| 17-1-2015                                                                | Brisbane                                                                 | Australia                                                                | 0 – 1                                                                    | Corea del Sud                                                            | Coppa d'Asia 2015 - 1°turno                                              | -                                                                                             | Cap:M.Miligan                                                            |
| 22-1-2015                                                                | Brisbane                                                                 | Cina                                                                     | 0 – 2                                                                    | Australia                                                                | Coppa d'Asia 2015 - Quarti di finale                                     | 2 Tim Cahill                                                                                  | Cap: M.Jedinak                                                           |
| 27-1-2015                                                                | Newcastle                                                                | Australia                                                                | 2 – 0                                                                    | Emirati Arabi Uniti                                                      | Coppa d'Asia 2015 - Semifinale                                           | Trent Sainsbury Jason Davidson                                                                | Cap: M.Jedinak                                                           |
| 31-1-2015                                                                | Adelaide                                                                 | Corea del Sud                                                            | 1 – 2 dts                                                                | Australia                                                                | Coppa d'Asia 2015 - Finale                                               | Massimo Luongo James Troisi                                                                   | Cap: M.Jedinak                                                           |
| 25-3-2015                                                                | Kaiserslautern                                                           | Germania                                                                 | 2 – 2                                                                    | Australia                                                                | Amichevole                                                               | James Troisi Mile Jedinak                                                                     | Cap: M.Jedinak                                                           |
| 30-3-2015                                                                | Skopje                                                                   | Macedonia del Nord                                                       | 0 – 0                                                                    | Australia                                                                | Amichevole                                                               | -                                                                                             | Cap: M.Jedinak                                                           |
| 16-6-2015                                                                | Biškek                                                                   | Kirghizistan                                                             | 1 – 2                                                                    | Australia                                                                | Qual. Mondiali 2018                                                      | Mile Jedinak Tommy Oar                                                                        | Cap: M.Jedinak                                                           |
| 3-9-2015                                                                 | Perth                                                                    | Australia                                                                | 5 – 0                                                                    | Bangladesh                                                               | Qual. Mondiali 2018                                                      | Mathew Leckie Tom Rogic autorete Nathan Burns Aaron Mooy                                      | Cap: M.Miligan                                                           |
| 8-9-2015                                                                 | Dushanbe                                                                 | Tagikistan                                                               | 0 – 3                                                                    | Australia                                                                | Qual. Mondiali 2018                                                      | Mark Milligan 2 Tim Cahill                                                                    | Cap: T.Cahill                                                            |
| 8-10-2015                                                                | Amman                                                                    | Giordania                                                                | 2 – 0                                                                    | Australia                                                                | Qual. Mondiali 2018                                                      | -                                                                                             | Cap: M.Miligan                                                           |
| 12-11-2015                                                               | Canberra                                                                 | Australia                                                                | 3 – 0                                                                    | Kirghizistan                                                             | Qual. Mondiali 2018                                                      | Mile Jedinak (rig.) Tim Cahill autorete                                                       | Cap: M.Jedinak                                                           |
| 17-11-2015                                                               | Dacca                                                                    | Bangladesh                                                               | 0 – 4                                                                    | Australia                                                                | Qual. Mondiali 2018                                                      | 3 Tim Cahill Mile Jedinak                                                                     | Cap: M.Jedinak                                                           |
| 24-3-2016                                                                | Adelaide                                                                 | Australia                                                                | 7 – 0                                                                    | Tagikistan                                                               | Qual. Mondiali 2018                                                      | Massimo Luongo Mile Jedinak (rig.) Mark Milligan (rig.) Nathan Burns 2 Tom Rogic Nathan Burns | Cap: M.Jedinak                                                           |
| 29-3-2016                                                                | Sydney                                                                   | Australia                                                                | 5 – 1                                                                    | Giordania                                                                | Qual. Mondiali 2018                                                      | 2 Tim Cahill Aaron Mooy Tom Rogic Massimo Luongo                                              | Cap: T.Cahill                                                            |
| 27-5-2016                                                                | Sunderland                                                               | Inghilterra                                                              | 2 – 1                                                                    | Australia                                                                | Amichevole                                                               | autorete                                                                                      | Cap: M.Jedinak                                                           |
| 4-6-2016                                                                 | Sydney                                                                   | Australia                                                                | 1 – 0                                                                    | Grecia                                                                   | Amichevole                                                               | Mathew Leckie                                                                                 | Cap: M.Jedinak                                                           |
| 7-6-2016                                                                 | Sydney                                                                   | Australia                                                                | 1 – 2                                                                    | Grecia                                                                   | Amichevole                                                               | Trent Sainsbury                                                                               | Cap: T.Cahill                                                            |
| 1-9-2016                                                                 | Perth                                                                    | Australia                                                                | 2 – 0                                                                    | Iraq                                                                     | Qual. Mondiali 2018                                                      | Massimo Luongo Tomi Juric                                                                     | Cap: M.Jedinak                                                           |
| 6-9-2016                                                                 | Doha                                                                     | Emirati Arabi Uniti                                                      | 0 – 1                                                                    | Australia                                                                | Qual. Mondiali 2018                                                      | Tim Cahill                                                                                    | Cap: M.Miligan                                                           |
| 6-10-2016                                                                | Riyad                                                                    | Arabia Saudita                                                           | 2 – 2                                                                    | Australia                                                                | Qual. Mondiali 2018                                                      | Trent Sainsbury Tomi Juric                                                                    | Cap: M.Jedinak                                                           |
| 11-10-2016                                                               | Melbourne                                                                | Australia                                                                | 1 – 1                                                                    | Giappone                                                                 | Qual. Mondiali 2018                                                      | Mile Jedinak (rig.)                                                                           | Cap: M.Jedinak                                                           |
| 15-11-2016                                                               | Bangkok                                                                  | Thailandia                                                               | 2 – 2                                                                    | Australia                                                                | Qual. Mondiali 2018                                                      | 2 Mile Jedinak 2 (rig.)                                                                       | Cap: M.Jedinak                                                           |
| 23-3-2017                                                                | Baghdad                                                                  | Iraq                                                                     | 1 – 1                                                                    | Australia                                                                | Qual. Mondiali 2018                                                      | Mathew Leckie                                                                                 | Cap: M.Jedinak                                                           |
| 28-3-2017                                                                | Sydney                                                                   | Australia                                                                | 2 – 0                                                                    | Emirati Arabi Uniti                                                      | Qual. Mondiali 2018                                                      | Jackson Irvine Mathew Leckie                                                                  | Cap: M.Jedinak                                                           |
| 8-6-2017                                                                 | Sydney                                                                   | Australia                                                                | 3 – 2                                                                    | Arabia Saudita                                                           | Qual. Mondiali 2018                                                      | 2 Tomi Juric Tom Rogic                                                                        | Cap: M.Jedinak                                                           |
| 13-6-2017                                                                | Melbourne                                                                | Australia                                                                | 0 – 4                                                                    | Brasile                                                                  | Amichevole                                                               | -                                                                                             | Cap: M.Milligan                                                          |
| 19-6-2017                                                                | Soči                                                                     | Australia                                                                | 2 – 3                                                                    | Germania                                                                 | Conf. Cup 2017 - 1°turno                                                 | Tom Rogic Tomi Juric                                                                          | Cap: M.Milligan                                                          |
| 22-6-2017                                                                | San Pietroburgo                                                          | Australia                                                                | 1 – 1                                                                    | Camerun                                                                  | Conf. Cup 2017 - 1°turno                                                 | Mark Milligan (rig.)                                                                          | Cap: M.Milligan                                                          |
| 25-6-2017                                                                | Mosca                                                                    | Cile                                                                     | 1 – 1                                                                    | Australia                                                                | Conf. Cup 2017 - 1°turno                                                 | James Troisi                                                                                  | Cap: T.Cahill                                                            |
| 31-8-2017                                                                | Saitama                                                                  | Giappone                                                                 | 2 – 0                                                                    | Australia                                                                | Qual. Mondiali 2018                                                      | -                                                                                             | Cap: M.Miligan                                                           |
| 5-9-2017                                                                 | Melbourne                                                                | Australia                                                                | 2 – 1                                                                    | Thailandia                                                               | Qual. Mondiali 2018                                                      | Tomi Juric Mathew Leckie                                                                      | Cap: T.Cahill                                                            |
| 5-10-2017                                                                | Salacca                                                                  | Siria                                                                    | 1 – 1                                                                    | Australia                                                                | Qual. Mondiali 2018                                                      | Robbie Kruse                                                                                  | Cap: M.Miligan                                                           |
| 10-10-2017                                                               | Sydney                                                                   | Australia                                                                | 2 – 1 dts                                                                | Siria                                                                    | Qual. Mondiali 2018                                                      | 2 Tim Cahill                                                                                  | Cap: T.Cahill                                                            |
| 10-11-2017                                                               | San Pedro Sula                                                           | Honduras                                                                 | 0 – 0                                                                    | Australia                                                                | Qual. Mondiali 2018                                                      | -                                                                                             | Cap: M.Jedinak                                                           |
| 15-11-2017                                                               | Sydney                                                                   | Australia                                                                | 3 – 1                                                                    | Honduras                                                                 | Qual. Mondiali 2018                                                      | autorete 2 Mile Jedinak 2 (rig.)                                                              | Cap: M.Jedinak                                                           |
| Totale                                                                   |                                                                          | Presenze                                                                 | 49                                                                       |                                                                          | Reti                                                                     | 86                                                                                            |                                                                          |

## Palmarès

### Giocatore
- A-League Men: 2

South Melbourne: 1984, 1990–1991
- NSL Cup: 1

South Melbourne: 1989-1990

### Allenatore

#### Club

##### Competizioni nazionali
- A-League Men: 4

South Melbourne: 1997-1998, 1998-1999
Brisbane Roar: 2010-2011, 2011-2012
- Campionato giapponese: 1

Yokohama F·Marinos: 2019
- Coppa di Lega scozzese: 2

Celtic: 2021-2022, 2022-2023
- Campionato scozzese: 2

Celtic: 2021-2022, 2022-2023
- Coppa di Scozia: 1

Celtic: 2022-2023

##### Competizioni internazionali
- OFC Champions League: 1

South Melbourne: 1999
- UEFA Europa League: 1

Tottenham: 2024-2025

#### Nazionale
- Coppa d'Asia: 1

2015

#### Individuale
- Premier League Manager of the Month: 3

Agosto 2023, Settembre 2023, Ottobre 2023